# 福州地铁集团
福州地铁集团有限公司是福州市人民政府国有资产监督管理委员会的直接监管企业，前身为福州市城市地铁有限责任公司。2017年6月13日更名为福州地铁集团有限公司并挂牌。

## 历史
- 2009年2月27日，福州市城市地铁有限责任公司经市政府批准成立，并于同年的4月30日，福州市城市地铁有限责任公司在福州市市场监督管理局登记注册。
- 2015年5月10日，成立全资子公司——福州轨道交通设计院有限公司。

## 业务
福州市内城市轨道交通线网的整体营运工作由福州地铁集团负责。